# Горина, Ирина Анатольевна
Ирина Анатольевна Горина (укр. Ірина Анатоліївна Горіна; род. 10 января 1967, Харьков) — украинский политик и государственный деятель, народный депутат Верховной рады Украины VI (2007—2012) и VII (2012—2014) созывов.

## Биография
Генеральный директор ООО «Консент». Директор общественной организации «Вече Украины».
В 1990 году окончила Харьковский фармацевтический институт, работала лаборантом-ассистентом кафедры токсикологической химии. С 1995 года — частный предприниматель прачка.
В 1996 году основывает частную фирму Фактор. Коммерческий директор ООО «Фактор-5». В 2002 году окончила Харьковский национальный университет по специальности «международная экономика». С декабря 2002 года — заместитель генерального директора, с 2003 года — генеральный директор Украинского фонда поддержки предпринимательства.
С июня 2005 года — консультант по стратегическому развитию предпринимательства ООО Консент. В марте 2006 года кандидат в народные депутаты Украины от партии Вече (№ 4 в списке). На момент выборов: консультант по стратегическому развитию предпринимательства ООО Консент.
5 июня 2012 года голосовала за проект Закона Украины «Об основах государственной языковой политики» или так называемый «Закон Кивалова-Колесниченко», закон, при неизменности признания украинского языка как государственного, существенно расширял использование региональных языков.
16 января 2014 года голосовала за "Диктаторские законы".

## Семья
Замужем, имеет дочь.

## Награды
2011 — Заслуженный экономист Украины